# ماساهيرو فوكودا
ماساهيرو فوكودا (باليابانية: 福田正博؛ بالكانا: フクダ マサヒロ)، من مواليد 7 ديسمبر 1966 في يوكوهاما في اليابان، لاعب كرة قدم ياباني.
بدأ مسيرته الكروية مع نادي أوراوا ريدز في عام 1992، ولعب معهم حتى عام 2002، وشارك معهم في 287 مباريات و 143 هدف.
و قد لعب مع منتخب اليابان لكرة القدم 45 مباراة وسجل 9 أهداف.

## روابط خارجية
- ماساهيرو فوكودا على موقع الاتحاد الدولي (مؤرشف)  (الإنجليزية)
- ماساهيرو فوكودا على موقع رابطة كرة القدم اليابانية للمحترفين (اليابانية)
- ماساهيرو فوكودا على موقع قاعدة بيانات كرة القدم.إي يو (الإنجليزية)
- ماساهيرو فوكودا على موقع ناشيونال فوتبول تيمز (الإنجليزية)
- ماساهيرو فوكودا على موقع عالم كرة القدم.نت (الإنجليزية)